# August Fröding
Anders August Fröding, född den 21 maj 1838 i Göteborg, död den 20 november 1913 i Lerum, var en svensk grosshandlare verksam i Göteborg.

## Biografi
Fröding blev 1856 student vid Uppsala universitet. Han grundade 1865 i Göteborg grosshandelsfirman A. Fröding & Co, som bedrev export av järn- och stålvaror, sågade trävaror och trämassa samt därutöver kommissionsaffärer med framförallt grövre pappersvaror, material för taktäckning och varor från Liljeholmens Stearinfabriks AB. Han var även ledamot av olika styrelser, bland andra Göteborgs fattigvård, Slottsskogsparken och Göteborgs sparbank. Han satt i styrelsen för Sveriges Allmänna Sjöförsäkrings AB, Återförsäkrings AB Triton, Svenska Lloyd och Göteborgs och Bohusläns sparbank.     
Farfar var Anders Fröding från Frölunda i Odensåkers socken, som bedrev grosshandel i Göteborg och som avled 1809. En av hans söner, Anders Fröding (1802-1869), var en framstående köpman i Göteborg och far till August Fröding. Denne gifte sig 1868 med Christina Andrén och de fick tre söner: Anders, Oscar och August. Familjen bodde på egendomen Åtorp i Lerums socken, där han även var kommunalstämmans ordförande.